# Асиф, Васиф, Агасиф

Кадр из фильма «Асиф, Васиф, Агасиф»

«Асиф, Васиф, Агасиф» — детский фильм режиссёра Расима Исмайлова, снятый на киностудии «Азербайджанфильм».

## Сюжет
В семье трое маленьких детей: Асиф, Васиф и Агасиф. Мама против того, чтобы они ходили в детский сад. Ведь они загружены: у них и плавание, и английский язык, и акробатика, и музыка. Однажды во время прогулки папы с детьми один из братьев — Васиф — присоединился к играющим детям в детском саду. После долгих поисков родители находят сына, которому было так весело со своими новыми друзьями. В результате мама и папа решают отдать всех сыновей в детский сад.

## Актеры
- Эмиль Панахов — Асиф
- Рамин Асланов — Васиф
- Окюма Джалилова — Агасиф
- Лейла Бадирбейли — бабушка
- Халида Касумова — воспитательница
- Назрин Бабаева — Лала Прекрасная
- Юлия Коноплина — Нана-банана
- Мамед Мамедов - папа
- Мирзбала Меликов
- Гюмрах Рагимов
- Земфира Садыхова — директор детского сада
- Шукюфа Юсупова — мама

## Съёмочная группа
- Режиссёр: Расим Исмайлов
- Оператор: Александр Мелкумов
- Композитор: Рухангиз Касумова